# Coinches
Coinches är en kommun i departementet Vosges i regionen Grand Est (tidigare regionen Lorraine) i nordöstra Frankrike. Kommunen ligger i kantonen Saint-Dié-des-Vosges-Est som tillhör arrondissementet Saint-Dié-des-Vosges. År 2022 hade Coinches 349 invånare.

## Befolkningsutveckling
Antalet invånare i kommunen Coinches
| Referens: INSEE |